# Brestovec (Nitra)
Brestovec (em húngaro: Szilas) é um município da Eslováquia, situado no distrito de Komárno, na região de Nitra. Tem 7,49 km² de área e sua população em 2018 foi estimada em 490 habitantes.

## Demografia
| Ano:        | 1994 | 2004   | 2014   | 2024   |
| ----------- | ---- | ------ | ------ | ------ |
| Broj ljudi: | 501  | 486    | 504    | 503    |
| Razlika:    |      | -2,99% | +3,70% | -0,19% |

| Ano:               | 2023 | 2024   |
| ------------------ | ---- | ------ |
| Número de pessoas: | 498  | 503    |
| Diferença:         |      | +1,00% |